# Pleiocarpa mutica
Pleiocarpa mutica är en oleanderväxtart som beskrevs av George Bentham. Pleiocarpa mutica ingår i släktet Pleiocarpa och familjen oleanderväxter. Inga underarter finns listade i Catalogue of Life.